# Alexandre Goria
Alexandre Édouard Goria (París, 21 de gener de 1823 – ide. 6 de juliol de 1860) fou un pianista i compositor francès.
Va ingressar com a estudiant al Conservatori de París el 15 de novembre de 1830 als set anys. Va comptar amb els mestres de piano Adolphe-Francois Laurent (1796-1867), Jules Massenet, Pierre Joseph Zimmermann, Charles-Valentin Alkan i César Franck, seguint un curs d'harmonia sota la direcció de Victor Dourlen poc després.
Una vegada acabat els estudis s'establí en la seva vila natal dedicant-se a l'ensenyança i la composició, on tingué entre els seus alumnes el quebequès Ernest Gagnon, deixant gran nombre d'obres per a piano (fantasies i estudis) que assoliren gran anomenada en el seu temps pel seu caràcter brillant, però que malgrat tot això caigueren ben aviat en l'oblit.